# Витрол
Витрол (фр. Vitrolles, Bouches-du-Rhône) град је у Француској, у департману Ушће Роне.
По подацима из 1999. године број становника у месту је био 36.784.

## Демографија
| 1962. | 1968. | 1975.  | 1982.  | 1990.  | 1999.  | 2011.  |
| ----- | ----- | ------ | ------ | ------ | ------ | ------ |
| 3.366 | 5.050 | 13.413 | 22.725 | 35.397 | 36.784 | 34.827 |